# Luck (film)
Luck è un film indiano del 2010 di genere thriller diretto da Soham Shah.

## Trama
Un gruppo di fortunati viene radunato da un boss malavitoso.sottoposti a sfide,verranno seguiti da miliardari  che scommetteranno su di essi ,valutando quanto la loro fortuna possa aiutarli.